# Maisoncelle-et-Villers
Maisoncelle-et-Villers település Franciaországban, Ardennes megyében. Lakosainak száma 69 fő (2022. január 1.). Maisoncelle-et-Villers Artaise-le-Vivier, Bulson, Haraucourt, Raucourt-et-Flaba, Stonne és Chémery-Chéhéry községekkel határos.

## Népesség
A település népességének változása:
| Lakosok száma | 93   | 59   | 50   | 72   | 71   | 70   | 69   | 69   | 69   | 69   |
|               | 1968 | 1982 | 1990 | 2006 | 2013 | 2015 | 2017 | 2019 | 2020 | 2022 |